# Luís Trochillo
Luís Trochillo, detto Luizinho (San Paolo, 7 marzo 1930 – San Paolo, 17 gennaio 1998), è stato un calciatore brasiliano, di ruolo centrocampista.

## Caratteristiche tecniche
Giocava come centrocampista offensivo, e grazie alla sua bassa statura era abile nel dribbling; per questa sua caratteristica fu soprannominato Pequeno Polegar (pollicino).

## Carriera

### Club
Conquistò in tutto 21 titoli, tra i quali il Torneio Rio-São Paulo (1950, 1953 e 1954), Campionato Paulista (1951 e 1952) e il Campeonato Paulista do 4º Centenário, nel 1954.
Nonostante fosse uno dei giocatori più in vista del suo periodo, Luisinho non ebbe grande successo in Nazionale, come Ademir da Guia del Palmeiras, Canhoteiro del San Paolo e Dirceu Lopes del Cruzeiro, tutti grandi idoli dei rispettivi club ma non protagonisti in Nazionale.
Luisinho e l'ex cannoniere Neco sono gli unici giocatori del Corinthians ad avere un busto dedicato a loro all'interno del Parque São Jorge.

## Palmarès

### Club

#### Competizioni nazionali
- Campionato paulista: 3

Corinthians: 1951, 1952, 1954
- Torneo Rio-San Paolo: 3

Corinthians: 1950, 1953, 1954

Competizioni Internazionali
Coppa del Mondo per Clubs(Caracas, 1953).